# Martin Reiner
Martin Reiner, wcześniej używane nazwisko Pluháček (ur. 1 sierpnia 1964 w Brnie) – poeta, prozaik, tłumacz, edytor i wydawca czeski.
Jako edytor Reiner od lat opracowuje rękopisy Ivana Blatnego.
Był właścicielem brneńskiego wydawnictwa Petrov i organizatorem międzynarodowego festiwalu „Poezja bez granic” (2001–2004), w Ołomuńcu. Wydawał pismo Neon (1999–2000). Obecnie prowadzi w Brnie wydawnictwo Druhé město, w którym stale publikują tacy autorzy, jak Michal Ajvaz (od tytułu jego powieści oficyna wzięła swą nazwę), Irena Dousková, Jiří Kratochvil, Michal Viewegh i Ivan Wernisch.
Ogłosił tomy wierszy Relata refero (1991), Poslední rok (1995, Ostatni rok), Decimy (1996, Decymy), Tání chůze (1998, Tajanie chodu), Staré a jiné časy (2002, Stare i inne czasy), Pohled z kavárny v Bath (2007, Widok z kawiarni w Bath) oraz prozy Lázně (1998, Uzdrowisko), Lucka, Maceška a já (2009, Lucynka, Macoszka i ja, wyd. polskie 2015), Tři tatínci a maminka (2010, Trzech tatusiów i mamusia) oraz Básník. Román o Ivanu Blatném (2014, Poeta. Powieść o Ivanie Blatnym). Książka ta zwyciężyła w ankiecie dziennika Lidové noviny na najlepszą książkę roku oraz otrzymała w 2015 najwyższą czeską nagrodę literacką Magnesia Litera.
Przekładany na kilka języków. W Stanach Zjednoczonych ukazały się dwie jego książki poetyckie. 
Na język polski jego wiersze tłumaczył Leszek Engelking, prozę Mirosław Śmigielski.